# 동궁어소

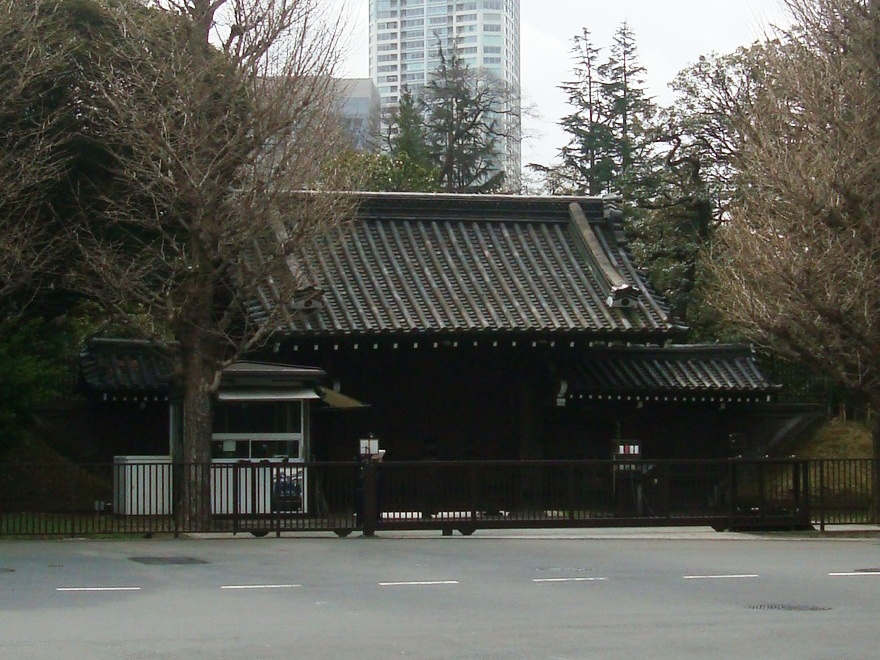
아카사카 동궁어소의 사마가하시 문

동궁어소(일본어: 東宮御所 도구고쇼[*])는 일본 황실에서 황태자가 사는 곳을 가리킨다. 이는 조선의 왕세자가 지낸 동궁(東宮)과 같은 기능을 하는 곳이지만, 조선의 동궁이 궁궐에 있었던 것과는 달리 일본 황실의 동궁어소는 고쿄 바깥에 따로 있다. 나루히토 황태자 내외와 딸 도시노미야 아이코 내친왕이 살고 있는 지금의 어소는 미나토구의 아카사카 (赤坂)의 국유지에 있다.
역사적으로 동궁어소는 여러 차례 자리를 옮겨왔다. 원래는 천황이 있던 교토에 있었으나, 1909년 요시히토 황태자 (다이쇼 천황)의 동궁어소를 건설하면서 도쿄로 옮겨갔다. 히로히토 황태자 (쇼와 천황)는 미나토구의 다카나와에 지어진 동궁어소에 살았으며, 나중에는 미나토구 아오야마의 동궁으로 옮겨 살았다. 지금의 동궁어소는 1960년에 지어졌으며, 아키히토 상황도 황태자 시절에 이곳에서 지냈다.

## 같이 보기
- 오미야 어소
- 센토 어소